# Обі Нгва
Обі Нгва (англ. Obi Ngwa) — одна із 17 територій місцевого управління штату Абія, Нігерія.
Адміністративний центр — місто Мгбоко.
Площа території — 395 км2. Чисельність населення — 181 439 осіб (станом на 2006 рік).
| Нігерія | Це незавершена стаття з географії Нігерії. Ви можете допомогти проєкту, виправивши або дописавши її. |